# Torneo de Marrakech 2016
El Torneo de Marrakech 2016 o Grand Prix Hassan II fue un torneo de tenis perteneciente a la ATP en la categoría ATP World Tour 250. Se disputó desde el 4 hasta el 10 de abril, sobre tierra batida. En 2016 fue trasladado dsesde su anterior sede, en Casablanca a la ciudad de Marrakech.

## Distribución de puntos
| Modalidad            | Campeón | Finalista | Semifinales | Cuartos de final | 2ª ronda | 1ª ronda | Clasificados | 2ª ronda de clasificación | 1ª ronda de clasificación |
| Individual masculino | 250     | 165       | 100         | 50               | 25       | 0        | 13           | 7                         | 0                         |
| Dobles masculino     | 250     | 150       | 90          | 45               | 20       | 0        | -            | -                         | -                         |

## Cabezas de serie

### Individuales masculinos
| Tenista                | Ranking | Preclasificado |
| Guillermo García-López | 37      | 1              |
| João Sousa             | 38      | 2              |
| Borna Ćorić            | 46      | 3              |
| Federico Delbonis      | 48      | 4              |
| Teimuraz Gabashvili    | 49      | 5              |
| Albert Ramos-Viñolas   | 50      | 6              |
| Pablo Carreño          | 53      | 7              |
| Jiří Veselý            | 55      | 8              |

- Ranking del 21 de marzo de 2016

### Dobles masculinos
| Tenista                         | Ranking | Preclasificado |
| Dominic Inglot Robert Lindstedt | 62      | 1              |
| Marc López David Marrero        | 62      | 2              |
| Mate Pavić Michael Venus        | 79      | 3              |
| Olivier Marach Fabrice Martin   | 91      | 4              |

## Campeones

### Individual
Federico Delbonis  venció a  Borna Ćorić por 6-2, 6-4.

### Dobles
Guillermo Durán /  Máximo González vencieron a  Marin Draganja /  Aisam-ul-Haq Qureshi por 6-2, 3-6, [10-6].